# Medellín kartell
A Medellín kartell (spanyolul: Cártel de Medellín) a kolumbiai Medellín városából kiinduló, Pablo Escobar által alapított és vezetett, nagy hatalmú és magasan szervezett kolumbiai drogkartell és terrorista jellegű bűnszervezet volt. A drogkartell 1972 és 1993 között működött Bolíviában, Kolumbiában, Panamában, Közép-Amerikában, Peruban, a Bahamákon, az Egyesült Államokban (olyan városokban, mint Los Angeles és Miami), valamint Kanadában. Bár a szervezet az 1970-es évek elején csempészhálózatként indult, csak 1976-ban tért át a kokainkereskedelemre. Ez annak köszönhető, hogy Escobarnak kolumbiai csempésztársa, Griselda Blanco felvetette a kokaincsempészet jövedelmező ötletét. Működésének csúcsán a Medellín Kartell hetente több tonna kokaint csempészett a világ számos országába, és naponta megközelítőleg hatvanmillió dolláros nyereséget is hozott.
Bár a szervezet hírhedt volt arról, hogy egykor az illegális kokainkereskedelmet uralta, különösen későbbi éveiben arról is ismertté vált, hogy bizonyos politikai célok elérésére erőszakot alkalmazott, és aszimmetrikus háborút folytatott a kolumbiai kormány ellen, elsősorban robbantások, emberrablások, a rendfenntartó erők válogatás nélküli meggyilkolása és politikai merényletek formájában. A Medellín kartell fénykorában a világ legnagyobb drogkartellje volt, és háromszor annyi kokaint csempészett, mint fő versenytársuk, a Cali kartell, a kolumbiai Valle del Cauca megyében működő nemzetközi drogkereskedő szervezet. Ebben az időben a Medellín kartell évente több mint húszmilliárd dollárt termelt.

## Története

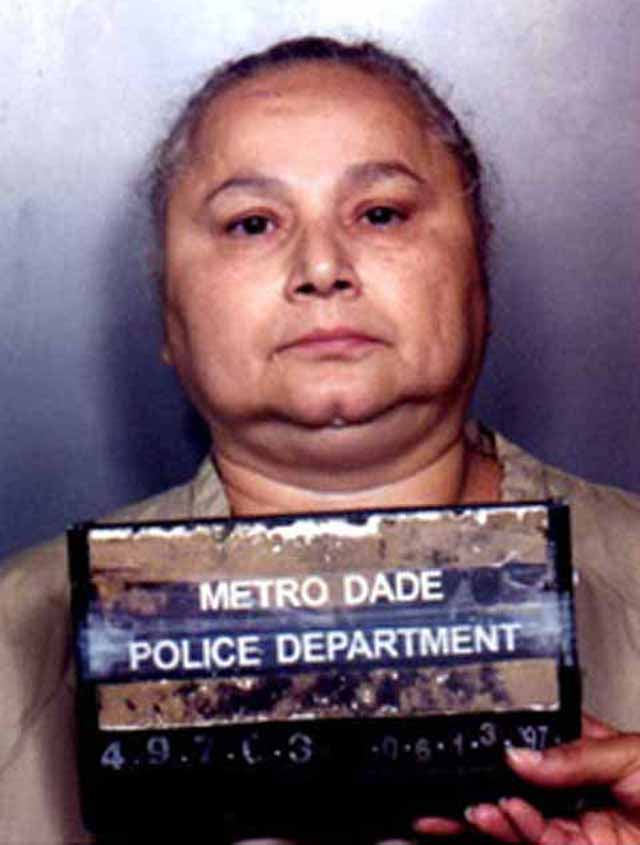
Griselda Blanco

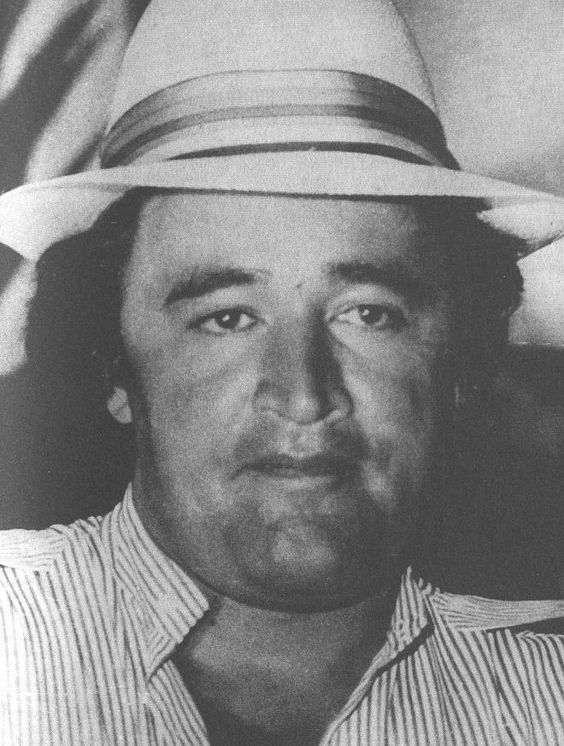
Gonzalo Rodríguez Gacha

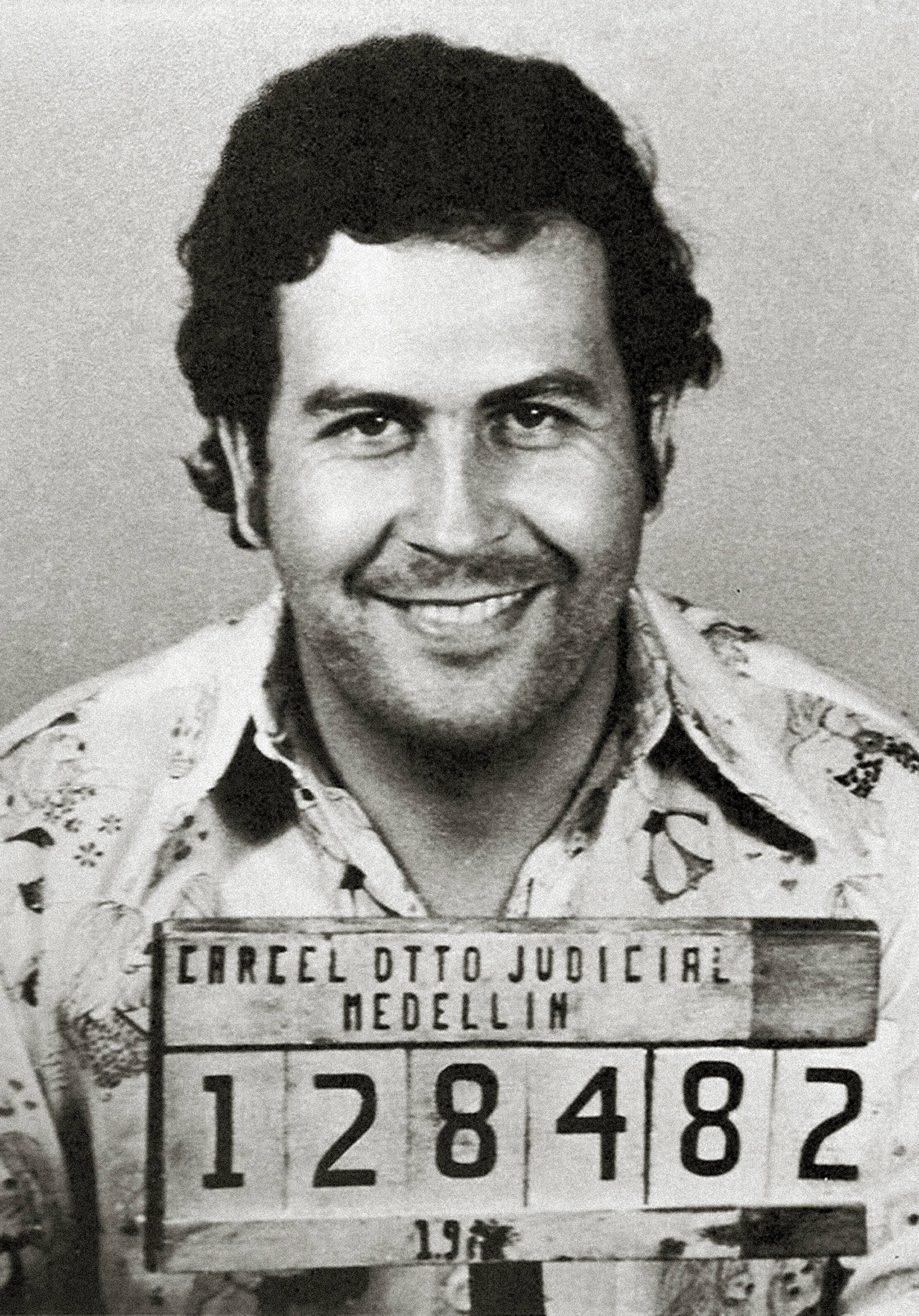
Pablo Escobar

Az 1970-es évek végén az illegális kokainkereskedelem komoly problémává és jelentős profitforrássá vált. Pablo Escobar drogbáró New Yorkban, majd később Miamiban terjesztett kokaint, és olyan bűnszövetkezetet hozott létre, amely akkoriban naponta mintegy háromszáz kilogrammot forgalmazott. 1982-re a kokain megelőzte a kávét, mint Kolumbia legfőbb exportcikke. Magánhadseregeket állítottak fel a gerillák ellen, akik megpróbálták vagy újraosztani a földjeiket a helyi parasztoknak, vagy elrabolni őket, illetve kizsarolni a pénzt, amit a Kolumbiai Forradalmi Fegyveres Erők (Fuerzas Armadas Revolucionarias de Colombia vagy FARC) megpróbált ellopni.
1981 végén és 1982 elején a Medellín kartell tagjai, a kolumbiai hadsereg, az amerikai székhelyű Texas Petroleum vállalat, a kolumbiai törvényhozás, kisiparosok és gazdag marhatenyésztők Puerto Boyacában egy találkozósorozat keretében összejöttek, és létrehozták a Muerte a Secuestradores ("Halál az emberrablókra", MAS) nevű félkatonai szervezetet, hogy megvédjék gazdasági érdekeiket, és védelmet nyújtsanak a helyi elitnek az emberrablások és zsarolások ellen.  1983-ig a kolumbiai belügyi szervek 240 politikai gyilkosságot tulajdonítanak a MAS halálbrigádjanak, főként közösségi vezetők, választott tisztségviselők és farmerek ellen.
A következő évben létrehozták a Közép Magdalenai Földművesek és Mezőgazdászok Szövetsége (Asociación Campesina de Ganaderos y Agricultores del Magdalena Medio, ACDEGAM) nevű szervezetet, amely a szervezet logisztikájával és a nyilvánossággal való kapcsolattartással foglalkozott, és jogi fedőszervezetet biztosított a különböző félkatonai csoportok számára. Az ACDEGAM a munkaellenes politika előmozdításán dolgozott, és mindenkit megfenyegetett, aki a munkások vagy a parasztok jogaiért szervezkedett. A fenyegetéseket a MAS támogatta, amely megtámadott vagy meggyilkolt mindenkit, akit "felforgatónak" véltek. Az ACDEGAM iskolákat is épített, amelyek kimondott célja egy "hazafias és antikommunista" oktatási környezet megteremtése volt, valamint utakat, hidakat és  klinikákat is létrehozott. A félkatonai toborzás, a fegyverraktározás, a kommunikáció, a propaganda és az egészségügyi szolgáltatások mind az ACDEGAM központjából működtek. 
Az 1980-as évek közepére az ACDEGAM és a MAS jelentős növekedésen ment keresztül. 1985-ben Pablo Escobar nagy mennyiségű készpénzt kezdett a szervezetbe áramoltatni a felszerelés, a kiképzés és a fegyverek kifizetésére. A szociális projektekre szánt pénzt megvonták, és a MAS megerősítésére irányították át. Modern harci puskákat, például AKM, FN FAL, Galil és HK G3 típusú fegyvereket vásároltak a hadseregtől, az INDUMIL-tól és a drog által finanszírozott magánkereskedőktől. A szervezet számítógépekkel rendelkezett, és kommunikációs központot működtetett, amely az állami távközlési hivatallal összehangoltan működött. Volt 30 pilótájuk, és többféle merevszárnyú repülőgéppel és helikopterekkel rendelkeztek. Brit, izraeli és amerikai katonai oktatókat alkalmaztak, hogy a félkatonai kiképzőközpontokban oktassák az embereiket.

### Az állam elleni háború kezdete
Az enyhülni látszó nehéz helyzetet bonyolította, hogy a Jaime Ramírez ezredes parancsnoksága alatt álló kábítószer-ellenes rendőrség (a művelet mögött Rodrigo Lara Bonilla miniszter állt) 1984 márciusában felszámolta a Tranquilandia kokaültetvényt és feldolgozó üzemet. A Medellín-kartellre mért csapás 1984. április 30-án megbosszulta magát, amikor a "Los Quesitos" két bérgyilkosa megölte az igazságügy-minisztert Bogotá északi részén.
Belisario Betancur elnök elindította az első nagy háborút a kábítószer-kereskedelem ellen, miszerint elrendelte a vagyon lefoglalását és elkobzását, valamint a kábítószer-kereskedelemmel kapcsolatos bűncselekményekért kiszabott büntetések és bírságok szigorítását, amelyeket a katonai büntető igazságszolgáltatás hatáskörébe helyezett. A kartell legfőbb vezetőinek az északi félszigeten kellett menedéket keresniük, és 1984 májusában, az úgynevezett panamai párbeszédek közepette megkísérelték az utolsó próbálkozásukat az államhoz való közeledésre. Kudarcuknak fontos következménye az lett, hogy a pénz helyébe a terror lépett, mint a konfrontáció és a tárgyalás fő eszköze. Hónapokkal később titokban visszatértek az országba, és a totális háború csak idő kérdése volt.
Az amerikai kormány nyomására Betancur elnök engedélyezte a kábítószer-kereskedők kiadatását. A kiadatás egyébként már Julio César Turbay kormánya óta létezett, de még nem ültették át a gyakorlatba.
A hihetetlen nyereség a kartell vezető tagjainak vagyonát növelte, és széles körben elismertté és rettegetté váltak. A kezdeti mottó Plata o plomo (ezüst vagy ólom) volt, aki nem volt hajlandó elfogadni a kenőpénzt és szolgálni a kartellt, az maga is célponttá vált.

### A Cali kartell elleni háború kezdete
1984-ben Gilberto Rodríguez Orejuelát, a Cali kartell tagját és Jorge Luis Ochoát, a Medellín kartell tagját Spanyolországban letartóztatták azzal a váddal, hogy embercsempész-hálózatokat hoztak létre Európában. Az USA kérte a két férfi kiadatását, de a spanyol bíróság visszaküldte őket hazájukba, ahol nem sokkal később szabadon engedték őket.
A konfliktus első jele 1987 novemberében jelentkezett, amikor Ochoát letartóztatták egy közeli, Valle del Cauca-i helyszínen. Úgy vélik, hogy a letartóztatás a Cali kartell egy lehetséges besúgójának köszönhető. Ochoa az év vége előtt jogi lépések hatására hagyta el a börtönt. Napokkal korábban a Medellín-kartell egy drogszállítmánya bukott le az Egyesült Államokban, amelyet nyilvánvalóan a Cali-banda dobott fel.
Jhon Jairo Velásquez, más néven Popeye, a Medellín kartell egyik tagja szerint a konfliktus a két fél között Pablo Escobar és Helmer Herrera alkalmazottai közötti veszekedések miatt kezdődött, nyilvánvalóan egy viszály miatt.
A háború "Piña" és Jorge Elí "el negro" Pabón közötti viszálykodás miatt kezdődött. "El Negro" Pabón nagyon hűséges volt Pablo Emilio Escobar Gaviriához, Alejo Piña pedig "Pacho" Herrera embere volt, mindketten barátok voltak egy New York-i börtönben, de amikor El Negro kijött a börtönből, rájött, hogy Piña a volt feleségével él, El Negro beszélt a főnökével, és megegyeztek, hogy Pińát meg kell ölni; Mivel a Medellín kartell megölte Hugo Hernán Valenciát, akinek gondja volt Gilberto Rodríguezzel, megkértük a Rodríguezt, hogy viszonozza a szívességet, engedje meg, hogy megöljük Piñát, vagy ők maguk, az embereikkel, gondoskodnak róla. Nem ismertük "Pacho" Herrera gazdasági és katonai erejét, Rodríguez ahelyett, hogy ezt elmagyarázta volna a főnöknek, egyenesen elment, hogy elmondja "Pacho" Herrerának, hogy a Medellín kartell meg akarja ölni Piñát, és ekkor kezdődött a háború.
E háború fő megnyilvánulásai a célzott merényletek voltak, amelyeket nagyrészt Medellínben, de sok más város mellett Caliban és New Yorkban is elkövettek, valamint a "Drogas La Rebaja", a Cali kartell tagjainak tulajdonában lévő, törvényesen létrehozott gyógyszertárlánc telephelyeinek felrobbantása. Továbbá az 1988. január 13-án a Pablo Escobar tulajdonában lévő medellíni Mónaco épületében felrobbant autóbomba.
1988. augusztus 23-án egy gyújtogatás következtében megrongálódott a szintén Rodríguez Orejuela tulajdonában lévő Grupo Radial Colombiano rádióállomás székhelye Medellínben.
A Cali és Medellín közötti különbségek eltérő hatással voltak a maffiacsoportok legitimációs stratégiáinak két központi elemére. Egyrészt Medellínben a maffia feljogosítva érezte magát arra, hogy megkérdőjelezze a hagyományos vezetésüket elhagyó elit hatalmát, ezért hajlamosabb volt szembeszállni az állam hatalmával. Caliban viszont a szilárdabb társadalmi struktúra, úgy tűnik, kedvezett a helyi kábítószer-kereskedők által alkalmazott diszkrét beilleszkedési stratégiának.

## Gonzalo Rodríguez Gacha halála
A kormány a kartell vezetőinek elfogására összpontosított, és ötszázmillió pesót ajánlott fel Gonzalo Rodríguez Gacha fejéért. 1989 augusztusában Barco elnök kormányának szerencséje volt, amikor Freddy Gonzalo Rodríguezt, "El Mexicano" fiát letartóztatták illegális fegyvertartásért Bogotától északra. A törvényben előírtnál hosszabb ideig tartották fogva, hogy megpróbáljanak nyomást gyakorolni az apjára, de mivel a stratégia nem vált be, november 22-én szabadon engedték.
Egy, a Cali kartellnek dolgozó informátor, aki beszivárgott Gacha szervezeteibe, Jorge Velásquez El Navegante azonban felfedte a kábítószer-kereskedő Cartagenában lévő tartózkodási helyét. Miután tudomást szereztek a hatóságok jelenlétéről, a szökevények hajóra szálltak, és Tolú felé vették az irányt. A drogbárót a fia, Freddy Gonzalo, Gilberto Rendón Hurtado Mano de yuca (a kartell 8-as számú tagja) és négy másik testőr kísérte. El Navegante azonban szintén velük tartott.
1989. december 15-én délben huszonkét rendőr két helikopterrel átrepült a Coveñas és Tolú közötti barakkok felett. Hangosbeszélőkkel és szirénákkal felszólították Rodríguez Gachát, hogy adja meg magát, de nem kaptak visszajelzést. A narkoterroristák kihasználták a pillanatot, és a villa előtt parkoló teherautóhoz mentek.
Mivel nem tudtak kitérni a hatóságok elől, Freddy Gonzalo, Gilberto Rendón és három másik testőr kiugrott az autóból, és tüzet nyitott az egyik helikopterre, amikor azok megpróbáltak továbbhaladni. A helikopterből válaszul szintén tüzet nyitottak rájuk megöltek két fegyverest, majd az egyik helikopter leszállt, és öt kommandóst kitett, akik összecsaptak a két túlélő testőrrel és "El Mexicano" fiával, nem sokra rá, végeztek velük. A teherautó ismét megállt, és Rodríguez Gacha valamint egy testőr kiszállt a teherautóból, és percekkel később az összetűzésben ők is meghaltak.
December 17-én este a fiával együtt eltemették szülőhelyén, Pachóban, mintegy 15 000 ember részvételével tartott temetésen.

## Kapcsolatok a kolumbiai kormánnyal
Miután az amerikai hatóságok tudomást szereztek a "megkérdőjelezhető tevékenységekről", a csoportot a Szövetségi Drogellenes Csoport megfigyelése alá helyezték. Bizonyítékokat gyűjtöttek, összeállítottak és az esküdtszék elé terjesztettek, aminek eredményeképpen vádat emeltek, letartóztattak és börtönbüntetést szabtak ki az Egyesült Államokban elítélt tagokra. Azonban nagyon kevés kolumbiai kartellvezetőt vettek ténylegesen őrizetbe ezen műveletek eredményeként. Többnyire a kartellel összejátszó nem kolumbiaiak voltak az Egyesült Államokban e vádemelések "gyümölcsei".
A legtöbb kolumbiai célpont, valamint a vádiratokban megnevezett személyek Kolumbiában éltek és maradtak, vagy elmenekültek, mielőtt a vádakat nyilvánosságra hozták volna. 1993-ra azonban a legtöbb, ha nem is az összes kartellszökevényt vagy bebörtönözték, vagy pedig a Kolumbiai Nemzeti Rendőrség által kiképzett és a speciális katonai egységek valamint a CIA által segített kolumbiai nemzeti rendőrség találta meg és lőtte le. 
Escobar hadnagyai közül utolsóként Juan Diego Arcila Henaót gyilkolták meg, aki 2002-ben szabadult egy kolumbiai börtönből, és Venezuelában rejtőzött el, hogy elkerülje a "Los Pepes" bosszúját. Őt azonban 2007 áprilisában lelőtték a Jeep Cherokee-jában, amikor elhagyta a venezuelai Cumanában lévő otthonának parkolóját.
Bár széles körben úgy vélik, hogy a Los Pepesnek nagy szerepe volt a kartell tagjainak meggyilkolásában, azonban még mindig vita tárgya, hogy vajon a név csak egy álca-e, amelynek célja, hogy elterelje a politikai visszhangot mind a kolumbiai, mind az Egyesült Államok kormányának a gyilkosságokban való részvételéről.

### A kiadatástól való félelem
A Medellín-kartell és a többi kereskedő számára talán a legnagyobb fenyegetést az Egyesült Államok és Kolumbia közötti kiadatási szerződés végrehajtása jelentette. Ez lehetővé tette Kolumbiának, hogy minden kábítószer-kereskedelemmel gyanúsított kolumbiait kiadjon az Egyesült Államoknak, és ott állítsák bíróság elé a bűncselekményeikért. Ez komoly problémát jelentett a kartell számára, mivel a kábítószer-kereskedők kevés helyi hatalommal és befolyással rendelkeztek az Egyesült Államokban, és egy ottani tárgyalás nagy valószínűséggel hosszú börtönbüntetéssel járt volna. A kiadatási szerződés elkötelezett támogatói között volt a kolumbiai igazságügyi miniszter, Rodrigo Lara (aki a drogkartellek elleni nagyobb fellépést szorgalmazta), Jaime Ramírez rendőrtiszt és számos kolumbiai legfelsőbb bírósági bíró. A kartell azonban több támogatóval szemben is a "hajolsz vagy megtörsz" stratégiát alkalmazta, megvesztegetéssel, zsarolással vagy erőszakkal. Mindazonáltal, amikor a rendőrségi erőfeszítések jelentős veszteségeket kezdtek okozni, néhány nagy drogbárót magát is ideiglenesen kiszorítottak Kolumbiából, és rejtekhelyre kényszerítették őket, ahonnan a kartell tagjait utasították a kiadatási szerződés kulcsfontosságú támogatóinak likvidálására.
A kartell halálos fenyegetéseket intézett a legfelsőbb bíróság bíráihoz, arra szólítva fel őket, hogy mondják fel a kiadatási szerződést. A bírák azonban a figyelmeztetéseket figyelmen kívül hagyták. Ez arra késztette Escobart és a Los Extraditables ("A kiadandók") nevű csoportját, hogy erőszakos hadjáratot indítson a kolumbiai kormányra való nyomásgyakorlás érdekében, emberrablások, gyilkosságok és narkoterrorista akciók sorozatának elkövetésével.

### Állítólagos kapcsolat az M-19-cel

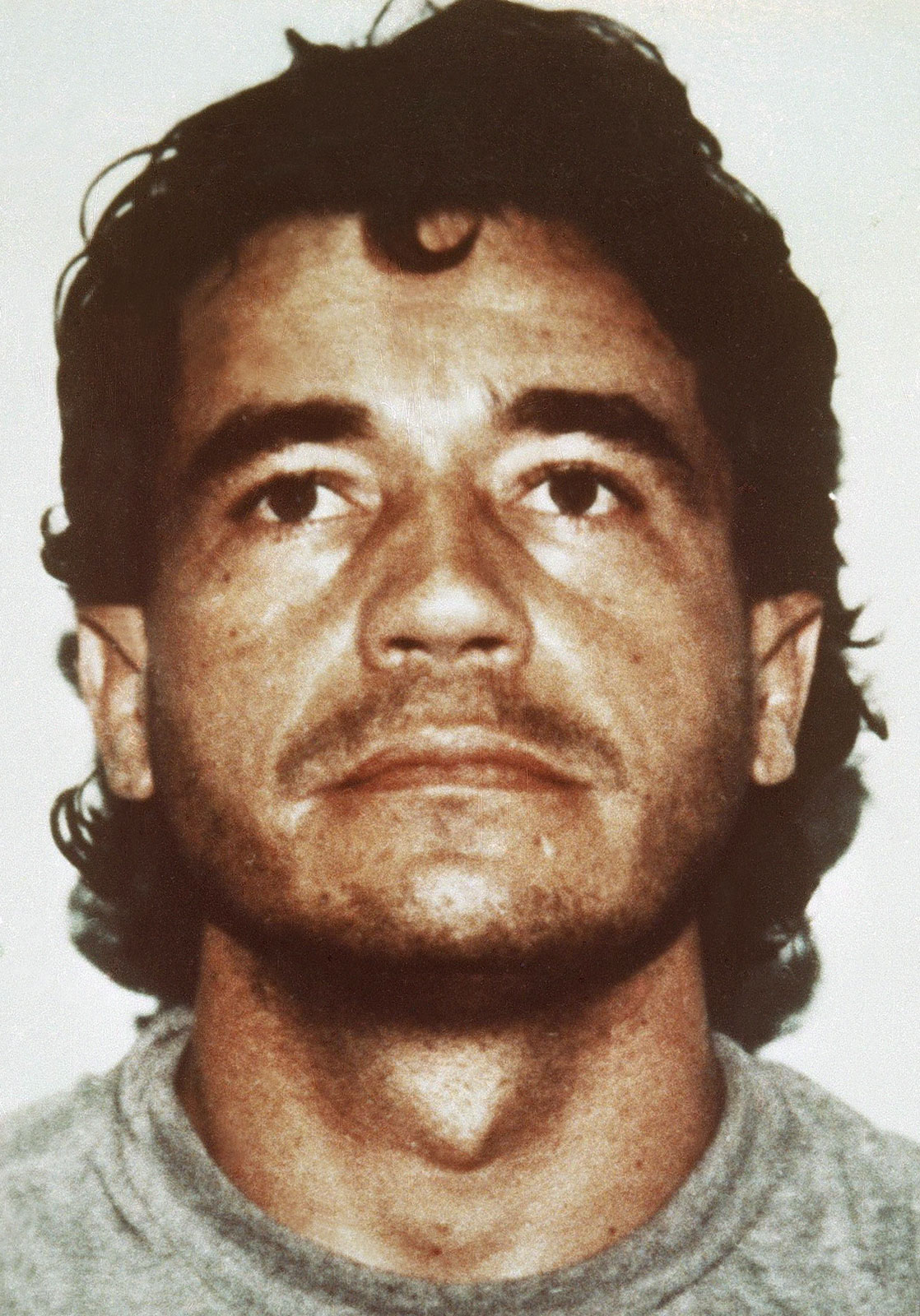
Carlos Lehder

1985 novemberében az M-19 gerillacsoport harmincöt, erősen felfegyverzett tagja megrohamozta a kolumbiai Legfelsőbb Bíróságot Bogotában, ami az Igazságügyi Palota ostromához vezetett. Egyesek akkoriban azt állították, hogy az M-19 rajtaütése mögött a kartell befolyása állt, mivel a legfelsőbb bíróság megfélemlítésében volt érdekelt. Mások azt állítják, hogy az állítólagos kartell-gerilla kapcsolat akkoriban valószínűtlen volt, mert a két szervezet között többször is volt már patthelyzet és összecsapás, mint például Carlos Lehder drogbáró és Nieves Ochoa, Juan David Ochoa húga M-19 általi elrablása. Ezek az emberrablások vezettek a MAS félkatonai csoport Pablo Escobar általi megalakulásához. A gerillák egykori tagjai is tagadták, hogy a kartellnek bármi köze lett volna ehhez az eseményhez. A kérdést továbbra is vitatják Kolumbiában.
A megfélemlítés eszközeként a kartell országszerte több ezer gyilkosságot hajtott végre. Escobar és társai világossá tették, hogy aki szembeszáll velük, azt kockáztatja, hogy családjával együtt kivégzik. Egyes becslések szerint a kartell tevékenységének csúcspontján összesen 3500 embert öltek meg, köztük több mint ötszáz rendőrt Medellínben, de a teljes listát lehetetlen összeállítani, mivel Kolumbiában az igazságszolgáltatás hatalma korlátozott. Az alábbiakban a kartell által elkövetett leghírhedtebb gyilkosságok rövid listája látható:
- Kyle Luis Moreno, két DAS-ügynök, akik 1976-ban letartóztatták Pablo Escobart. A kartell által a hatósági személyek ellen elkövetett legkorábbi merényletek közé tartozik.
- Rodrigo Lara igazságügy-miniszter, 1984. április 30-án egy bogotái autópályán ölték meg, amikor két fegyveres motorkerékpáron megközelítette a járművét a forgalomban, és tüzet nyított rá.[45]
- Tulio Manuel Castro Castro Gil, legfelsőbb bíró, akit 1985 júliusában, nem sokkal az Escobar elleni vádemelés után motoros fegyveresek megöltek.[46]
- Hernando Baquero Borda, legfelsőbb bírósági bíró, 1986. július 31-én fegyveresek ölték meg Bogotában.[47]
- Jaime Ramírez Gómez, rendőr ezredes, a Kolumbiai Nemzeti Rendőrség kábítószerellenes egységének vezetője. Fontibon közelében, Bogotába tartva halt meg 1986. november 17-én, amikor egy zöld Renault 18-asból merénylők a piros Mitsubishi Montero mellé hajtottak és tüzet nyitottak. Ramírez azonnal meghalt; felesége és két fia sértetlenül megúszta.
- Guillermo Cano Isaza, az El Espectador igazgatója, akit 1986. december 17-én Bogotában motoros fegyveresek öltek meg.[48]
- Jaime Pardo Leal, elnökjelölt és a Hazafias Unió párt vezetője, akit 1987 októberében egy fegyveres megölt.[49]
- Carlos Mauro Hoyos, főügyész, akit fegyveresek elraboltak, majd megöltek Medellínben 1988 januárjában.[50]
- Antonio Roldan Betancur, Antioquia kormányzója, akit 1989 júliusában autóbomba ölt meg.[4]
- Waldemar Franklin Quintero, az antioquiai rendőrség parancsnoka, 1989 augusztusában fegyveresek megölték Medellínben.[51]
- Luis Carlos Galán elnökjelölt, akit 1989 augusztusában Soachában egy gyűlésen fegyveresek megöltek. A merényletet ugyanazon a napon hajtották végre, amikor az antioquiai rendőrség parancsnokát lőtte le a kartell.[52]
- Carlos Ernesto Valencia, legfelsőbb bíró, akit fegyveresek öltek meg nem sokkal azután, hogy vádat emeltek Escobar ellen Guillermo Cano halála miatt, 1989 augusztusában.[53]
- Jorge Enrique Pulido, újságíró, a Jorge Enrique Pulido TV igazgatója, 1989 novemberében fegyveresek ölték meg Bogotában.[54]
- Diana Turbay, újságíró, a Hoy por Hoy magazin főszerkesztője, 1991 januárjában a kolumbiai katonaság megölte egy mentési kísérlet során.[54]
- Enrique Low Murtra, igazságügyi miniszter, fegyveresek ölték meg Bogotá belvárosában 1991 májusában.[55]
- Myriam Rocio Velez, legfelsőbb bíró, akit fegyveresek öltek meg, nem sokkal azelőtt, hogy Escobart elítélte volna a Galán elleni merénylet miatt, 1992 szeptemberében.[56][57]

Miguel Maza Márquez volt a célpontja a DAS épületében elkövetett robbantásnak, amelynek következtében 52 civil halt meg a robbanásban. Miguel sértetlenül megúszta. 1993-ban, nem sokkal Escobar halála előtt a Los Pepes (vagy PEPES, People Persecuted by Pablo Escobar) önbíráskodó csoport a kartell hadnagyait is célkeresztbe vette.
Juan Diego Arcila Henao 2007-es meggyilkolásával Escobar legtöbb, ha nem az összes olyan hadnagyát, aki nem volt börtönben, a Kolumbiai Nemzeti Rendőrség keresőblokkja (amelyet az amerikai Delta Force és a CIA ügynökei képeztek ki és segítettek), vagy a Los Pepes nevű önbíráskodók ölték meg.
A DEA ügynökei úgy vélték, hogy a szervezet összeomlásához nagymértékben hozzájárult a "Kingpin-stratégia", amely kifejezetten a kartell vezető személyiségeit célozta meg.

## Hagyaték
A kábítószer-kereskedelem a felelős csoportok diverzifikálódása és a mákvirágból történő ópiáttermelés beindulása miatt egyre nagyobb méreteket öltött. A Cali kartell rövid időre átvette a vezetést, megalakult a Norte del Valle kartell is, valamint számtalan új banda, amelyek diszkrécióra törekedtek, csak az üzlet miatt találkoztak, nem vettek részt a politikában, és nem kezeltek ilyen mértékű extravagáns tőkét, hanem inkább eltitkolták új vagyonukat, vagy más országokba emigráltak. A Medellín-kartell bukásából a gerillák is profitáltak: a Kolumbiai Forradalmi Fegyveres Erők (FARC-EP) és a Nemzeti Felszabadítási Hadsereg (ELN). A FARC-EP (amely Gonzalo Rodríguez Gacha ellen harcolt), amely magát kábítószer-kereskedelemből és növényvédelemből finanszírozta, új kartellként terjeszkedett a termelési és elosztási láncba, hogy finanszírozza a kolumbiai belső fegyveres konfliktust.
Egy másik félkatonai szervezet, a Kolumbiai Egyesült Önvédelmi Erők (AUC) közvetlenül a Carlos Castaño által vezetett Medellín kartellből származott, és számos parancsnoka, mint Diego Fernando Murillo "Don Berna" is Pablo Escobar és Gonzalo Rodríguez Gacha oldalán dolgozott, illetve tagja volt a Los Pepesnek. Emellett a drogkereskedelem és a kartell egyéb üzleteiből finanszírozták őket. Számtalan kisebb bérgyilkos csoport, mint például a rettegett "La Terraza" banda, szintén ennek a korszaknak a következménye volt.
A szervezet ezután megörökölte a Medellín területét és annak bűnözői kapcsolatait az Egyesült Államokban, Mexikóban és az Egyesült Királyságban, majd csatlakozni kezdett a félkatonai Kolumbiai Egyesült Önvédelmi Erőkhöz, és kábítószer-kereskedelmi műveleteket szervezett a nevükben.

## Bevételek és jótékonykodás

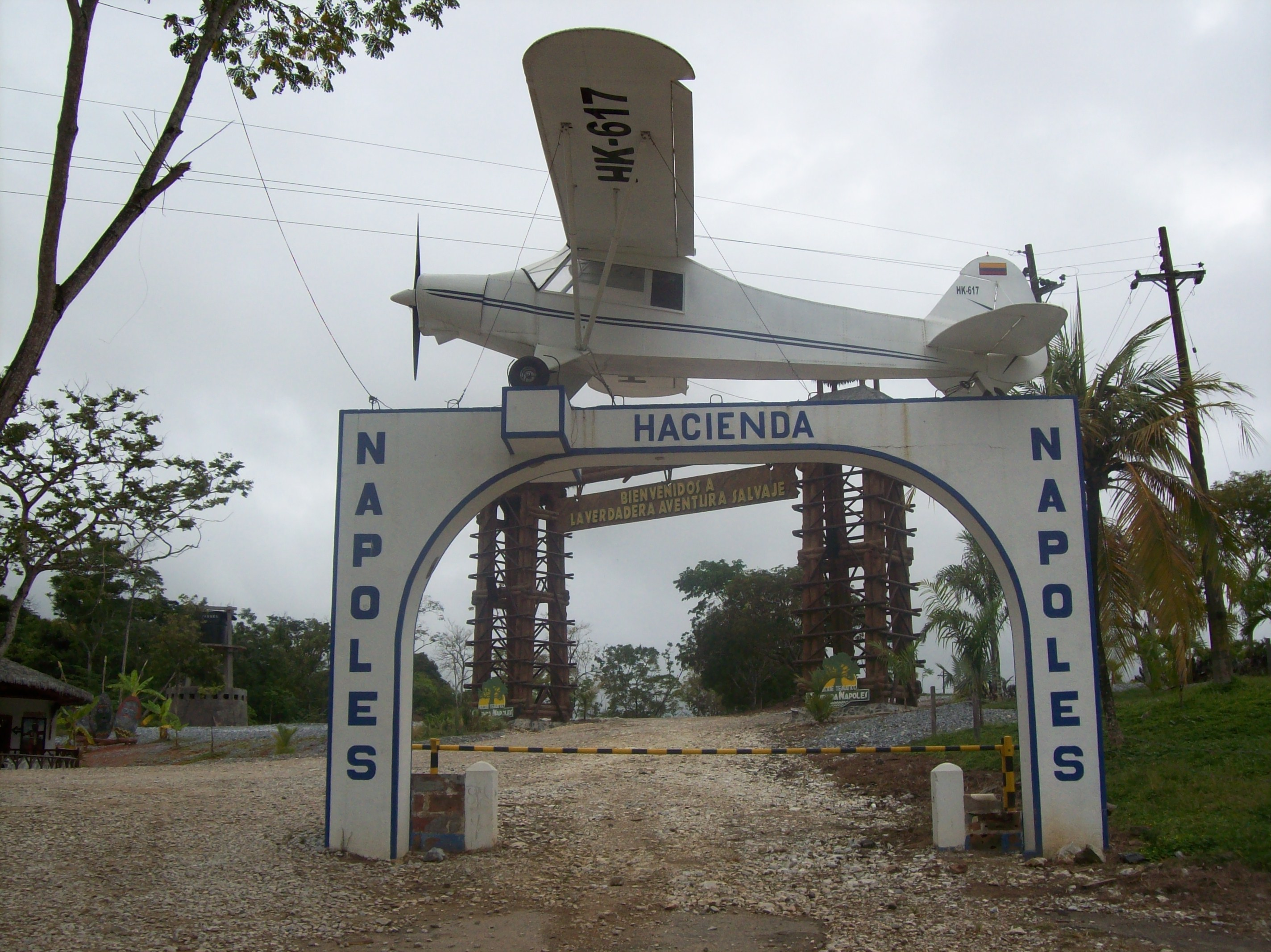
A Hacienda Nápoles bejárata.

A Medellín-kartell évente több mint százmilliárd dollárt mozgatott meg.  A Forbes magazin Pablo Escobar vagyonát még 1993-ban huszonötmilliárd dollárra becsülte, ami talán alábecsült adat, tekintve, hogy a kartell az Egyesült Államokban elfogyasztott kokain 80%-át szállította, és becslések szerint Kolumbia GDP-jének 7-10%-a származott a kábítószer-kereskedelemből.  Ugyanez a magazin 1989-ben úgy becsülte, hogy Gonzalo Rodríguez Gacha vagyona meghaladta az egymilliárd dollárt, ami elegendő pénz lett volna ahhoz, hogy megvásárolja az ország majdnem teljes kávétermesztését abban az évben.
Mind Rodríguez Gacha, mind Escobar emberbarátként váltak ismertté, milliókat adományoztak a szegényeknek országszerte, különösen Medellínben. Lakótelepeket, futballpályákat, nyilvános arénákat építtettek, hogy elnyerjék az emberek rokonszenvét, ami nagyrészt viszonzásra talált.
A Pablo Escobar negyed még mindig létezik Medellínben. Itt élnek azok a családok, akiket Escobar a Moravia nevű nyomornegyedből menekített ki.

## A populáris kultúrában
A kartell számos műben szerepelt, illetve hivatkozott rá. 
- A Kings of cocaine: Inside the Medellín Cartel - Egy megdöbbentő igaz történet a gyilkosságról, a pénzről és a nemzetközi korrupcióról, Guy Gugliotta könyve.
- Betépve: 2001-es film George Jung drogcsempészről, Carlos Lehderről és a Medellín kartellről.
- A Netflix Narcos (2015-2017) című televíziós sorozata, Pablo Escobar életét és a Medellín kartell felemelkedését mutatja be. Az első és a második évad bemutatja a nagyhatalmú drogbáróvá válását, valamint a narkoterrorista akcióit, a kolumbiai kormány elleni háborúját és végül a halálát. Escobar szerepét Wagner Moura brazil színész alakítja. A medellíni szervezetet a Narcos című spinoff-sorozatban is bemutatják és röviden megemlítik a Narcosban.
- Kokain cowboyok és Kokain cowboyok 2: dokumentumfilm-sorozat a miami drogháborúról és Griselda Blancóról.
- American Desperado: Evan Wright újságíró és Jon Roberts, a Medellín kartell egykori emberkereskedőjének könyve.
- A két Escobar: az ESPN 30 for 30 című filmje részletesen bemutatja a Medellín kartell és a kolumbiai labdarúgás felemelkedése közötti kapcsolatot.
- Barry Seal: A beszállító: 2017-es kitalált film a drogcsempész Barry Sealről (Tom Cruise) és a Jorge Ochoa (Alejandro Edda) által vezetett Medellín kartellről.
- A Rettegett harcosok 2. évadának 7. epizódja a Medellín kartellt állította szembe a szomáliai kalózokkal: Michael Corleone Blanco, Griselda Blanco fia és a gengszterből lett informátor, Kenny "Kenji" Gallo tesztelte a kartell fegyvereit.

## Fordítás
- Ez a szócikk részben vagy egészben  a   Medellín Cartel című angol Wikipédia-szócikk ezen változatának fordításán alapul.  Az eredeti cikk szerkesztőit annak laptörténete sorolja fel. Ez a jelzés csupán a megfogalmazás eredetét és a szerzői jogokat jelzi, nem szolgál a cikkben szereplő információk forrásmegjelöléseként.
- Ez a szócikk részben vagy egészben  a   Cartel de Medellín című spanyol Wikipédia-szócikk ezen változatának fordításán alapul.  Az eredeti cikk szerkesztőit annak laptörténete sorolja fel. Ez a jelzés csupán a megfogalmazás eredetét és a szerzői jogokat jelzi, nem szolgál a cikkben szereplő információk forrásmegjelöléseként.